# Lugo (járás)
Lugo egy comarca (járás) Spanyolország Galicia autonóm közösségében, Galicia tartományban. Székhelye .

## Települések
A település székhelye félkövérrel szerepel.
- Castroverde
- O Corgo
- Friol
- Guntín
- Lugo
- Outeiro de Rei
- Portomarín
- Rábade